# F/A-18黃蜂式戰鬥攻擊機

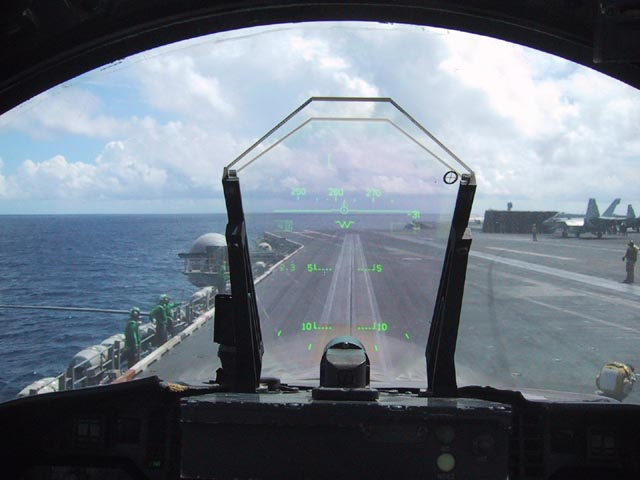
F/A-18C的抬頭顯示器

F/A-18「大黃蜂」（英語：McDonnell Douglas F/A-18 Hornet）是美國海軍(早期型已退役)的航空母艦用艦載機，為全天候對空／對地的中型多用途戰機，由麥克唐納-道格拉斯以諾斯洛普所設計的YF-17「眼鏡蛇」原型機為基礎進一步開發而成，是美國軍方第一架同時擁有戰鬥機與攻擊機基本任務代碼的機種。
對於空間有限、承載機隊數目不多的航空母艦而言，像F/A-18這種多用途的泛用機種，是十分合適的配屬選擇，自1983年開始佈署到退役前皆為美國海軍主力的艦載機種。而美軍航空母艦當前的主力艦載機F/A-18E/F「超級大黃蜂」，則是以「大黃蜂」為基礎經過大幅改動並將整體尺寸放大而來。

## 歷史

### YF-16 vs. YF-17

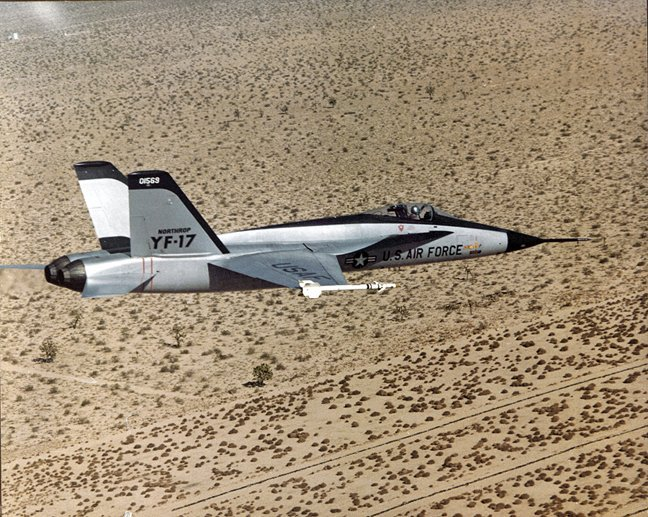
YF-17 原型機

F/A-18的發展史，最早可以回溯到1972年時，攜手並進的F-15重型戰機計畫與美國空軍發展的輕型戰機（Lightweight Fighter，LWF）計畫。後者當時在參選的諸多團隊中通用动力（General Dynamics）與諾斯洛普（Northrop）獲得最後決選權，分別發展了YF-16與YF-17兩種原型機進行測試，在這計畫中YF-16中選發展成日後大家熟悉的F-16「戰隼式」（Fighting Falcon）戰鬥機，但YF-17「眼鏡蛇式」（Cobra）戰機卻不幸落選。
另一方面，美國海軍朝思暮想著屬於他們的新飛機，過沒多久在1974年秋天，不落人後的也推出了空戰戰機（Air Combat Fighter，ACF）的構思，航母官兵們期待著海軍也有好東西了，然而計畫開跑時，遇上越戰甫結束，由於美國國會互相杯葛軍費預算下，要求海軍不要再砸大錢開發新飛機，必須自空軍的這兩架競爭者中挑選了，自然也讓兩大集團又再次對壘。不同的是，由於雙方都未曾有承包製造航空母艦艦載機的經驗，諾斯洛普與製造海軍飛機經驗豐富的麦道公司（McDonnell Douglas）合作，以YF-17為藍本開發出海軍版的原型機，畢竟YF-17為雙發動機設計，空戰性能剛好介於F-16與F-15中間，非常適合海軍所中意的多用途功能，並且由該團隊打敗對手所提案－衍生自單引擎的F-16戰機之艦載機版本。
雖然在一開始時，該團隊打算開發出戰鬥機版的F-18與攻擊機版的A-18，來分別取代海軍陸戰隊的F-4與海軍和陸戰隊使用的A-7與A-4攻擊機（1976年，當麥道團隊勝利得到製造授權時，他們其實是授命量產空戰用的F-18A），但是海軍稍後認為這兩種能力的確能夠存在於同一架飛機上面，因此最後的結果是二合一變成一機雙用的F/A-18，同時海軍將使用F/A-18的部隊編號改為「VFA」（戰鬥攻擊中隊）來執行空優與對地攻擊兼顧的雙重任務型態。除了航空母艦起降用的艦載機版本外，諾斯洛普也另外設計減輕重量的陸基版F/A-18L，根據兩家公司的協議，麥道公司負責艦載機版的開發、製造與銷售，諾斯洛普則負責的陸基版的促銷業務。然而尷尬的是，F/A-18的外銷市場由於美國海軍方面採用艦載機版而大開，反而讓陸基版本毫無商機可言，兩家合作廠商又曾一度因此對簿公堂，戰機一度開發中斷，還好國事當前，官方、國防部與承包商各路人馬通過斡旋解決紛爭，由麥道作為主導廠商執行此計畫，諾斯洛普獲得負責協助的大多數回饋。
雖然在外觀上，F/A-18大致保留了F-17的基本構型，像是雙發動機、雙垂直尾翼與大部分的機身架構，但事實上F/A-18無論是在機體結構、航電系統或是動力系統方面，都是徹頭徹尾重新開發的。YF-17原本使用的YJ101渦輪扇發動機在提升輸出推力成為F404渦輪扇發動機。為了能夠讓飛行員自己一個人就能順利執行對空與對地的各種任務，導入了先進的數位化概念與玻璃座艙，以阴极射线管（Cathode Ray Tube，CRT）的螢幕取代傳統戰鬥機所使用的複雜指針儀表，採用線傳飛控（Fly-by-Wire）進一步提升飛機的控制性。在設計上也著重飛機的維修性和降低需要的人工，這些革命性的概念對於日後F/A-18大受好評的多功能、好操作之特性，有著關鍵性的幫助。

## 基本設計
在設定上，F/A-18是一架雙發動機雙垂直尾翼構造，中等翼展與後掠角度，多用途的超音速戰術戰機。到目前為止，美軍的F/A-18一共發展出六種不同的衍生版本，分別是單座的F/A-18A與18C，及雙座的F/A-18B與18D。至於最新銳的F/A-18E/F雖然仍列在大黃蜂家族裡面，但實際上幾乎可以被視為是一種歷經重大修改升級過後的新機種，軍方給予其超級大黃蜂（Super Hornet）的代號以便與原本的版本區隔，是目前美國海軍最主要的空優與對地攻擊用機種。相對於單座的A、C型，雙座的B、D型機種主要是利用更改航電系統的裝設位置與稍微減少油箱容量（約6%）來達成，B型機的主要用途是為了訓練使用，但比起一般的教練機，雙座的F/A-18仍然擁有完整的作戰能力。至於D型則常被實際用來進行作戰任務，擔任一些像是戰術空中管制、前線空中管制或是戰術偵察任務之類，需要較多人力分工的特殊任務。
F/A-18原本的發展目的是因為美國海軍需要一款價格較低、輕型的多用途戰機，以便與當時艦隊主力的空優戰機、價格高昂且大型的F-14作高低搭配。但是在2006年F-14正式自美國海軍退役，而海軍的先進戰術攻擊機（Advanced Tactical Aircraft，ATA），也就是A-12計畫又告夭折，造成原本的對地攻擊主力A-6停役後無以為繼的困境，F/A-18遂同時肩負起這兩款戰機留下的任務真空帶。最新改良型的F/A-18E/F是美國海軍航空隊主力的對地與空優任務的機種，駐地美國西岸的幾支海軍航艦戰機大隊（Carrier Air Wing，CVW），因為F-14操作成本的問題造成縮減數量甚至沒有配屬F-14，而完全以F/A-18作為戰鬥主力，F/A-18對於美國海軍的重要性可見一斑。

### 武器装备（F/A-18C）

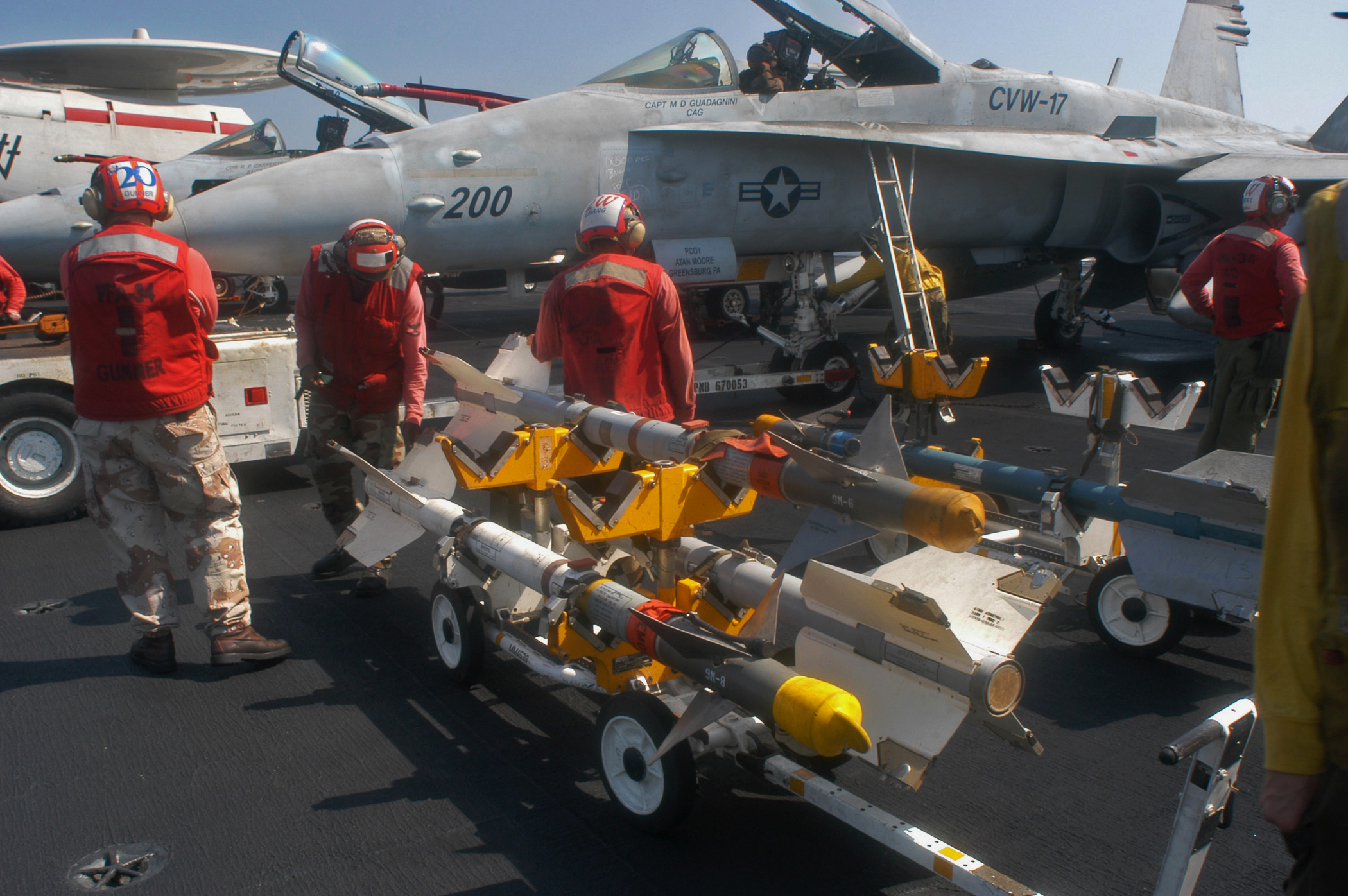
整備情形，掛載AIM-9

- 機砲：1門20公釐M61火神式六管旋轉機砲，配彈578發
- 掛載點：9個，翼端2個、翼下4個及機腹3個，可掛載最多13,700磅（6,215公斤）的飛彈、火箭、炸彈、副油箱和莢艙
- 空對空構型：

8枚AIM-120先進中程空對空飛彈 或
6枚AIM-120先進中程空對空飛彈與2枚AIM-9響尾蛇飛彈
AIM-7麻雀飛彈
- 空對地構型：
  - 2枚AIM-120先進中程空對空飛彈、2枚AIM-9響尾蛇飛彈 與
2枚GBU-24鋪路三型（Paveway Ⅲ）雷射導引炸彈 或
6枚GBU-12鋪路二型（Paveway Ⅱ）雷射導引炸彈（英语：GBU-12 Paveway II） 或
4枚CBU-87/89集束炸彈 或
2枚AGM-88高速反輻射飛彈（High-speed Anti-Radiation Missile, HARM）或
6枚Mark 82炸彈
  - 此外還可以攜帶AGM-65小牛（Maverick）式空對地飛彈、AGM-84H/K增程型防區外對地攻擊飛彈（Standoff Land Attack Missile-Expanded Response, SLAM-ER）、AGM-154联合战区外武器（Joint Standoff Weapon, JSOW）、AGM-84魚叉（Harpoon）式反艦飛彈、聯合直接攻擊彈藥（Joint Direct Attack Munition, JDAM）、Mk20石眼二式（Rockeye Ⅱ）集束炸彈、B-61戰術核子彈、AGM-158聯合空對地距外飛彈、AGM-158C遠程反艦飛彈等

## 衍生型

### F/A-18A

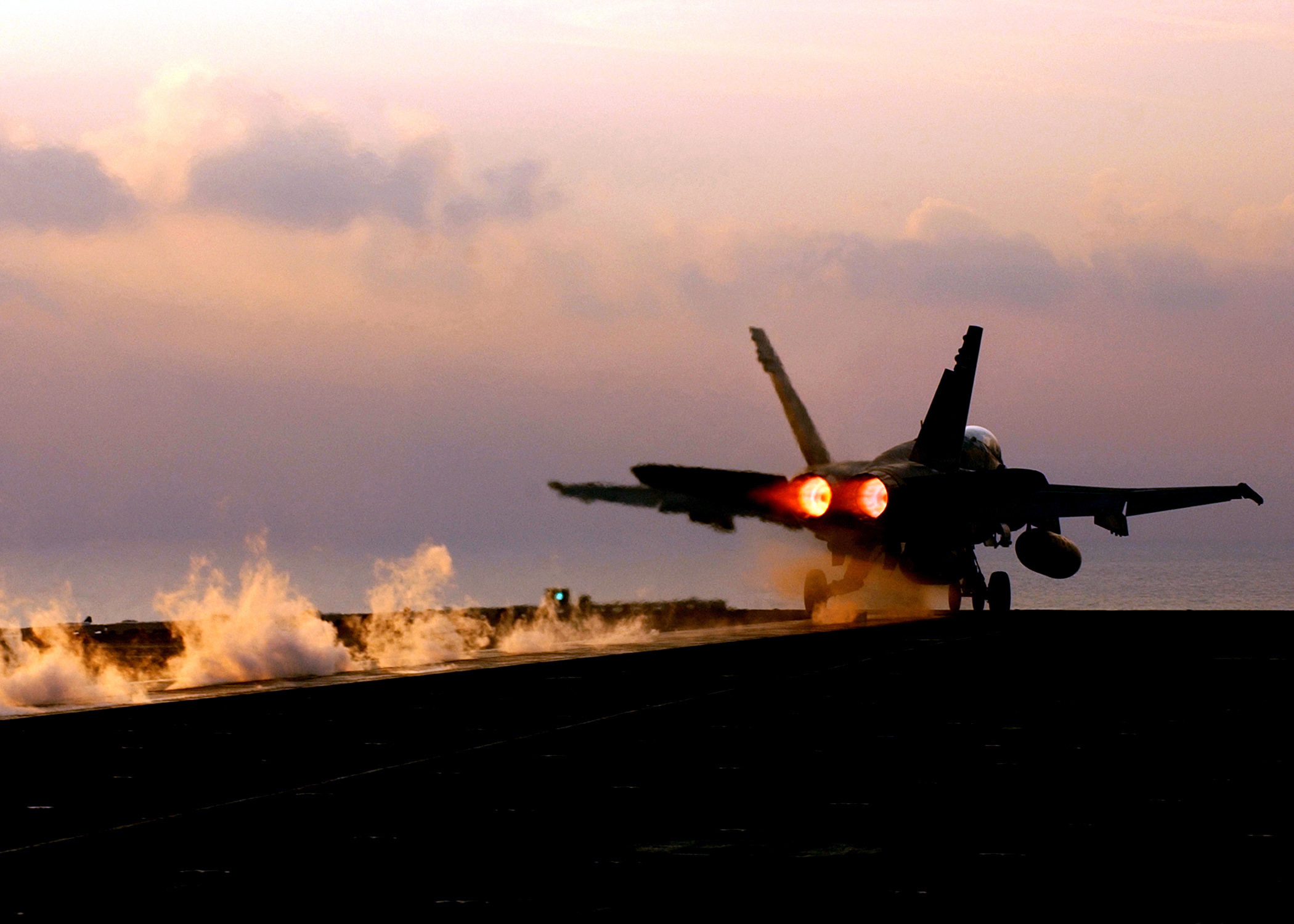
F/A-18战机从美国杜鲁门号航空母舰上起飞

為了加速新機種的開發，軍方訂購了11架F/A-18原型機，其中有9架為單座型，也就是日後的F/A-18A。雖然偶爾有人會稱呼這批飛機為YF/A-18A，但事實上根據官方的定義，這批飛機應該是作為預產機而非可以懸掛「Y」字代號的原型機身份。1978年11月18日，第一架預產型F/A-18A順利升空，戰機在為期一年多的測試後，正式進入量產。根據記錄總共有371架F/A-18A被製造出來，並且於1980年3月開始部署，初期當然是以美國海軍的操作測試與評估單位開始接收新飛機。不過令人有點意外的是，第一個真正正式配置F/A-18A的單位，其實是海軍陸戰隊第314「黑騎士」戰鬥攻擊中隊（VMFA-314 "Black Knights"），於1983年1月7日正式換裝完成開始運作。而第一個正式配置F/A-18A的海軍單位，則是海軍第113戰鬥攻擊中隊（VFA-113），於1983年8月換裝完成。VFA-113與後來換裝完成的VFA-25，被配屬在第14航艦航空大隊（CVW-14），因此搭載該大隊的星座號航空母艦（USS Constellation CV-64）成為第一艘正式配置F/A-18作為戰鬥武力的航空母艦。
當F/A-18A正式開始服役後，海軍的高級將領們馬上感受到這型多功能戰鬥機真正厲害的地方：它比原本對地攻擊專用的A-7載彈量更大，攻擊精確度更高，但又有不輸給海軍當家空優戰機F-14的運動能力，因此他們給了F/A-18A「搖擺戰機」（Swing Fighter）的渾名，意指這架飛機能在戰鬥機與攻擊機兩種原本壁壘分明的角色中，輕易的切換。相較於過去必須更換航電才有可能有效擔任某一類型任務、或是起飛前就就必須先設定電子裝備的「多用途」戰機來說，F/A-18 真正實現空中切換多任務機種的設計。
1986年4月，配屬在珊瑚海號航空母艦（USS Coral Sea CVB-43）上的兩中隊海軍航空隊與兩中隊海軍陸戰隊航空隊的F/A-18參加轟炸利比亞的「黃金峽谷任務」（Operation El Dorado Canyon）。在該行動中主要擔對地任務，尤其是壓制利比亞的防空系統與雷達。這場任務成為F/A-18與AGM-88A「HARM」高速反輻射飛彈的首次實戰登場，擊毀諸多利比亞的雷達與防空飛彈設施，包括蘇聯極少出口的SA-5長程防空飛彈，替其他進行主要攻擊的友軍開路。1991年的沙漠風暴行動（Operation Desert Storm）則是第一次由F/A-18擔綱出場的作戰任務，該次戰役中美軍一共投入了9個配備F/A-18的海軍和7個海軍陸戰隊中隊，雖然在這場作戰中F/A-18主要是擔任對地攻擊的角色，但是也常常會越界執行一下空中巡邏任務。開戰當天兩架滿載炸彈的F/A-18在路程上先是擊落了兩架伊拉克空軍的MiG-21型戰機，隨後繼續飛往目標點執行轟炸任務，再次印證它真正的多功能威力。

### F/A-18B
雙座型的F/A-18B之出現，是打從F/A-18一開始在開發時就同時進行的。在F/A-18最早的11架原型機中，有兩架雙座型版本，代號TF-18A（T是美軍對於教練機的稱呼代號），但在量產後更改為F/A-18B。F/A-18B多出的一個座位是犧牲了約6%容量的油箱空間來達成，但除此之外雙座版的戰機在功能上與單座版的幾乎相同，表現也一致。根據資料F/A-18B一共只量產了40架，除了少數幾架交由測試單位運用外，幾乎都是配置在前線單位而非原本預期的純教練機用途。

### F/A-18C/D

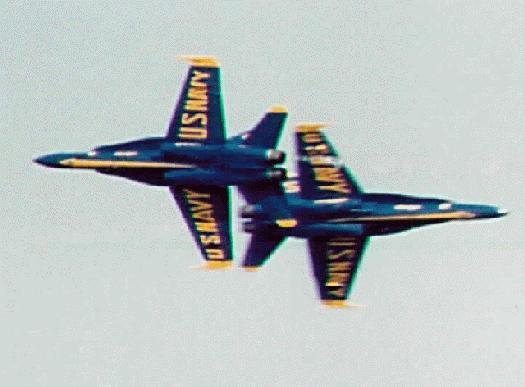
美國海軍藍天使特技飛行隊使用的F/A-18

在麥道／諾斯洛普成功生產了400架的F/A-18A/B之後，針對航電設備作為主要改良項目的新型F/A-18在1990年代中期取代了原本的A/B版本，其單座型稱為F/A-18C，雙座型則為F/A-18D，第一架F/A-18C（機身編號163427）是在1987年9月3日進行處女航，並且在1987年9月開始量產。1989年VFA-25與VFA-113首先進行換裝。新版本的戰機主要改良包括
1. 更換新的任務電腦，
2. 加裝與1553B和1760軍用標準相容的資料匯流排，
3. 新款的彈射椅與
4. 飛行事件及監測裝置，這套裝置會紀錄飛機的各項與維修相關的資料。

在武器與系統上能夠配備
1. 新登場的AIM-120「AMRAAM」先進中程空對空飛彈，與
2. 採用紅外線導引的AGM-65「小牛」式（Maverick）對地飛彈。除此之外，根據原本的設計F/A-18C能
3. 更換RF-18A（最初編號F/A-18(R)）偵察機的可交換式偵查機鼻（Interchangeable Recce Nose）來進行偵查任務，

因此也設計保留了相關的電子接線與防電磁外洩屏避，但最後計畫還是終止而沒有實際使用到。由於F/A-18C與之前的A版本幾乎只有航電系統方面的改變，因此兩個機型在外觀上很難分辨，只能從F/A-18C較A在機身上多了一些突起的天線上看出端倪。
F/A-18C在開始生產了兩年、137架之後，自1989年以後出廠的飛機開始具備夜間攻擊能力。改良的部分包括
1. 可以使用AN/AAR-50導航前視紅外線（Forward Looking InfraRed，FLIR）或者是AAS-38夜鷹（NITE Hawk）導航與紅外線目標標定前視紅外線莢艙，紅外線影像能夠直接傳送到抬頭顯示器（HUD）上。與夜視鏡相容的座艙儀表板，飛行員能夠
2. 使用AN/AVS-9貓眼（Cat Eye）夜視鏡，彩色多功能顯示幕以及電子移動地圖顯示器。第一架配備這套系統的F/A-18C（編號163985）在1989年11月1日交機，又有「夜攻大黃蜂」（Night Attack Hornet）的綽號。1992年之後，F/A-18可以攜帶加裝雷射目標指示器的AAS-38莢艙，為雷射導引炸彈提供照明。

2015年4月1日，兩架隸屬美國海軍陸戰隊第323戰鬥機攻擊中隊的F/A-18C戰機因機械因素降落於台灣台南空軍基地。為1978年F-14迫降後，美軍戰機再次降落臺南機場。4月3日，兩架戰機於13:12分飛離台灣。

### F/A-18E/F

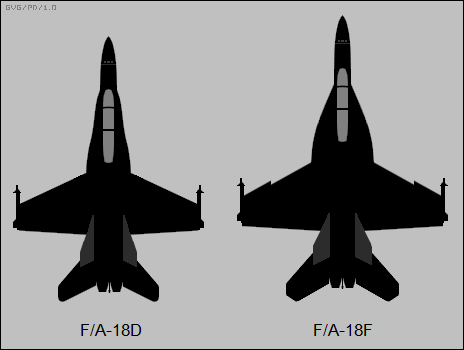
較之F/A-18D，F/A-18F在機身尺碼上增加了約30%。

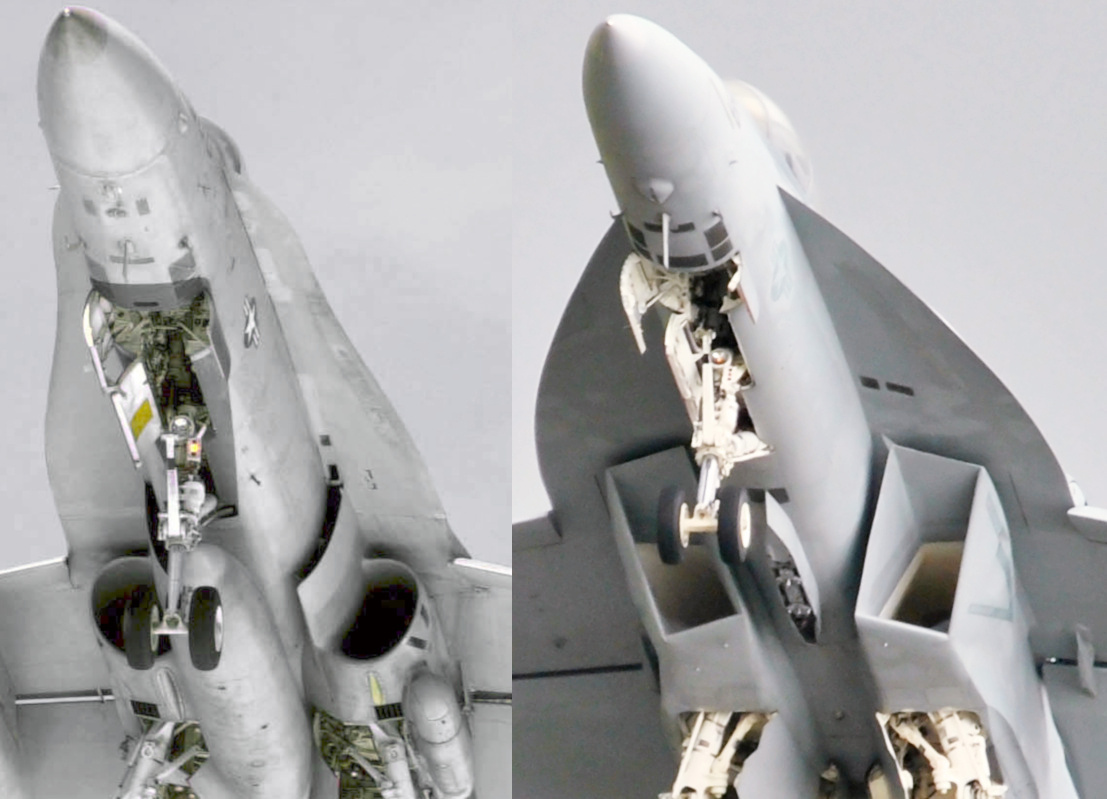
F/A-18A/B/C/D（左）和F/A-18E/F（右）的進氣道特寫。其明顯分別為F/A-18E/F 改用加萊特進氣道（CARET）構型，藉以減低戰機的雷射反截面。

F/A-18家族中的最新机型是单座的F/A-18E和双座的F/A-18F，绰号“超级大黄蜂”。获得这个绰号的是因为这两款机型虽然延续了最初F/A-18的设计概念，但是这两款机型被完全重新设计过，整个机身扩大了约30%，並換裝新型的F414發動機，由中型战机变为中重型战机。
F/A-18E/F最大的進步在於其雷達反射面積減少約10%。雖然不能像新一代的F-22等隱形戰機般，能完全在傳統雷達前隱形，但已足夠讓敵機鎖定的有效距離減少，且就算被鎖定也比較容易逃脫，使得被擊毀的機率大幅的降低。除此之外，其武器掛載點的數量也較以往增加，並且可外掛多達五個副油箱，除了可大幅延長作戰半徑外，甚至還能執行簡易的空中加油任務，更因如此在之後基於F/A-18F的基礎上EA-18G「咆哮者」電戰機由此而來，以取代已經服役已久的EA-6B 。
2007年澳洲皇家空軍訂購了24架F型取代老舊的F-111C中隊。

### F/A-18E/F Block III「超級大黃蜂 第3批次」製造與升級
F/A-18E/F Block III是美國海軍選擇了將F/A-18E/F超級大黃蜂提升至Block III的性能提升方案也是目前F/A-18的最先進的版本，並預在2019財年間開始對現有超級大黃蜂機隊實施升級，海軍預計將挹注2.649億美元預算至升級現有超級大黃蜂機隊至Block III的標準，期間在2019財年至2022財年間。這項升級可使超級大黃蜂面對未來戰場將具有更好的生存性。在Block III升級之中，超級大黃蜂將安裝適型油箱(CFT)增强航程以及會使用更大面積的多功能顯示器；名為「分散式標定處理器網路」（Distributed Targeting Processor Network，DTPN）的新型強大電腦；能容納更多資料串流的「戰術標定網路科技」（Tactical Targeting Network Technology，TTNT）等。且蓋倫也表示，這些先進的能力可以讓超級大黃蜂、咆哮者以及E-2D相互溝通並形成緊密的作戰網路。波音則强調新型的F/A-18E/F Block III的功能包括先進的駕駛艙系統，配備世界上所有戰鬥機中最大的觸控螢幕顯示器，增強網路鏈接，減少雷達訊號、開放式任務系統和 擁有10,000 小時的機體壽命。
此外，在匿蹤性表現上，超級大黃蜂Block III亦會強化低可視度設計。毫無疑問地，超級大黃蜂Block III並不會擁有F-35C般的匿蹤性，但蓋倫也指出Block III的生存性提升是透過同時精進了電戰性能以及低可視度性能，並取在兩者性能上的平衡點而達成。
在感測器方面，目前正在開發全新的區塊II紅外線感測器(IRST)也已在2017財年間投注研發資金，並可以讓未來的Block III得到更強的遠距偵測和追蹤能力。
波音公司2020年6月17日宣布，已向美國海軍交付首批2架F/A-18E/F「超級大黃蜂」第3批次（Super Hornet Block III）戰機，單座型F/A-18E與雙座型F/A-18F各1架讓美國海軍進行測試,但是機身並未安裝適型油箱(CFT)。先前「美國海軍學會新聞網」（USNI）報導，美國海軍計畫獲得116架全新「超級大黃蜂 第三批次」Block III 戰機，另外升級364架舊款F/A-18E/F至相同標準。目前美國海軍和波音只簽訂78架全新的F/A-18E/F Block III訂單。

### F-18 HARV

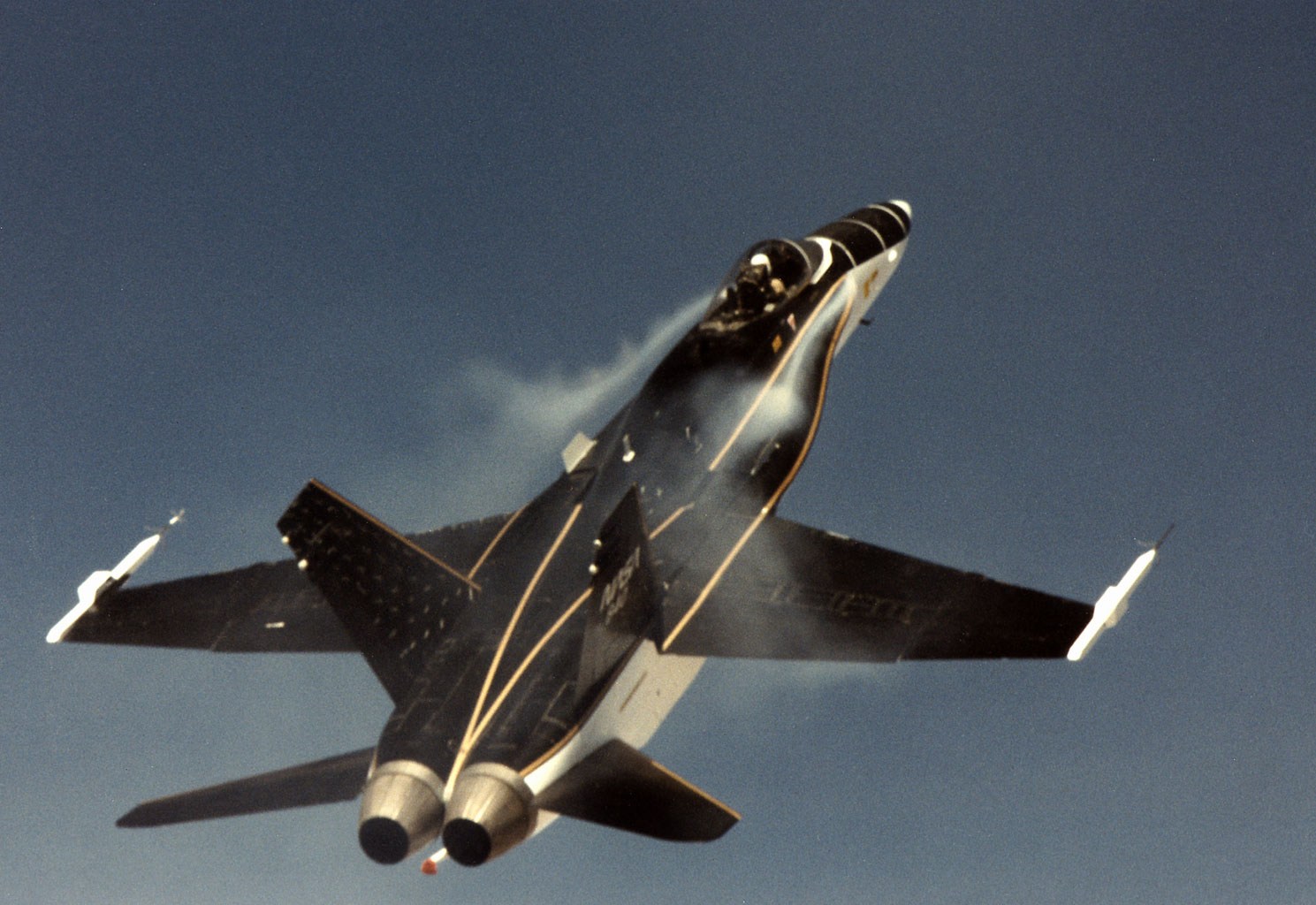
正在進行高攻角飛行測試中的F-18 HARV

F-18 HARV 是美國太空總署(NASA)的高攻角實驗機（High Alpha Research Vehicle），在1987年到1996年的計畫期間，利用實驗機上三片偏流片組成的軸對稱向量噴嘴，驗證戰機是否可以70度的攻角飛行（一般戰機只能55度）。

### EA-18G 咆哮者

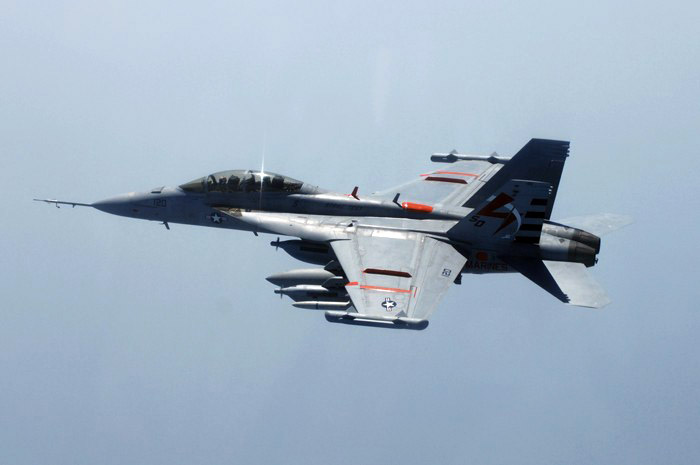
試飛中的EA-18G原型機

EA-18G「咆哮者」（Growler）是美國海軍預備在2009年財政年度開始取代現役EA-6B電子作戰機的同类機型。EA-18G由F/A-18F的機體修改之後，利用掛載於機翼與機腹中線下方的ALQ-99干擾筴艙與機身內的電子設備，執行對地方無線電訊號源，包括雷達與通訊設備的蒐集、干擾與壓制。
2000年下半年美國海軍開始著手進行下一代電子作戰飛機發展研究，經過22個月的評估與研究之後，2001年一份2000頁的機密報告提出多種海空軍聯合研發與採購的提案，由於海空兩軍對於新機種任務規劃的差異，以及海軍陸戰隊預備採用未來服役的F-35聯合打擊戰鬥機的電子作戰版，兩軍種合作計畫因此改由海軍單獨利用F/A-18F的機體改良之後取得。
第一架EA-18G發展型，編號16641，於2006年8月3日於波音位於密蘇里州聖路易市的工廠正式對外公開，8月15日進行第一次試飛。EA-18G與F/A-18F共享90%的機身結構，APG-79主動相位陣列雷達與其他航電系統，在兩處翼端，EA-18G加裝ALQ-218戰術干擾系統接收器（Tactical Jamming System Receivers，TJSRs）。主要的電子作戰系統與EA-6B相同，都是使用ALQ-99 ICAPIII筴艙，高度自動化的系統與介面設計將提高EA-18G的作戰效果。

## 生產狀態
由於訂單萎縮，波音於2023年2月宣佈最早於2025年停產F/A-18E/F；若投得印度海軍合約，則延遲至2027年才停產。

## 使用國
除美國及加拿大以外，下列各使用國均通過美國對外軍售購入F/A-18。
- 美國

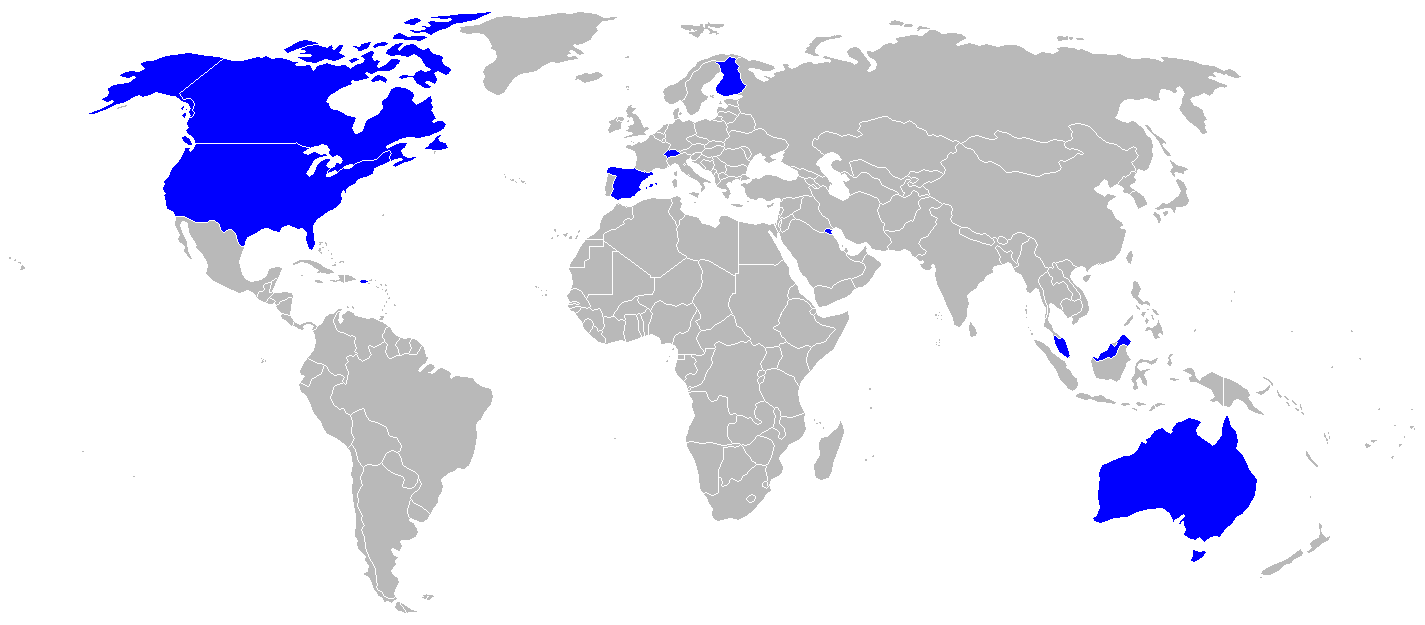
F/A-18使用國

  - 美國海軍（F/A-18A/B/C/D已退役）
  - 美國海軍陸戰隊
  - 美国国家航空航天局[11]
- 加拿大皇家空軍
  - 購入138架，配屬加拿大皇家空軍司令部（Canadian Forces Air Command）。
  - 麥克唐納-道格拉斯公司的內部代號為CF-18A，但加拿大軍方將機種代號改稱CF-188A（單座）與CF-188B（雙座）。
  - 全機隊現正進行航電和結構提升計畫，將服役至2025年，後開始逐步換裝F-35A。
- 澳洲皇家空軍（F/A-18A/B已退役） 
  - F/A-18A/B購入75架（57架單座、18架雙座）共71 架，意外事故損失4架，其中25架已被加拿大收購；另外46架曾擬轉交美國軍事承判商「Air USA」，其後因俄羅斯入侵烏克蘭緣故，又曾打算將有關機材轉讓予烏克蘭空軍[12]，惟不獲採用。機隊已於2021年11月底退役，由F-35A 閃電Ⅱ式戰鬥機取代。根據公開資料顯示，澳洲將保留8架，其中兩架將進駐威廉鎮當地的世界戰機博物館，做為歷史紀錄保存[13][14]。
    - No. 3 Squadron RAAF，服役时间：1985－2017 （后被F-35A取代）
    - No. 75 Squadron RAAF，服役时间：1988－2021 （后被F-35A取代）
    - No. 77 Squadron RAAF，服役时间：1985－2020 （后被F-35A取代）
    - No. 2 Operational Conversion Unit RAAF，服役时间：1985－2019 （后被F-35A取代）
    - Aircraft Research and Development Unit RAAF

  - 購入24架F/A-18F。
  - 購入12架EA-18G，現役11架，意外事故損失1架。2021年9月30日新購一架戰機取代事故機[15]。

- 西班牙空天軍
  - 84架，機種代號改稱C.15。
  - 預計於2025-2030年退役，由新批次的颱風戰鬥機取代。
- 芬蘭空軍
  - 使用純攔截機版 F-18C/D。
  - 購入64架，現役63架，1架損失於2001年發生的空中撞機事故。
  - 首架於1995年6月7日運交[16]。
  - 規劃於2025年開始退役，由F-35A取代。
- 科威特空軍
  - 31架F/A-18C和8架F/A-18D（截至2008年11月）[17]
    - 9th Fighter and Attack Squadron
    - 25th Fighter and Attack Squadron
    - 計劃出售馬來西亞

  - 2018年，订購22架F/A-18E Block II升級版和6架F/A-18F Block II升級版[6]
- 瑞士空軍
  - 購入34架，現役32架，2架損失於墜毀事故。
  - 初期並未具備對地攻擊能力，後續才購入對地攻擊用硬體裝備。
  - 預計於2027-2030年退役，由F-35A取代。
- 馬來西亞皇家空軍
  - 8架F-18D，配屬第18中隊，駐地為北海空軍基地。
  - 2017年，馬來西亞開始談判收購科威特空軍的二手F/A-18C/D。2024年10月，馬來西亞國防部代表團前往科威特對這些戰機進行了檢查。2025年美國同意了科威特將F/A-18戰鬥機轉交給馬來西亞的協議。

## 潛在使用國/競標紀錄
- 印度海軍
  - 於2020年代，印度海軍曾考慮引進F/A-18E/F超級大黃蜂式戰鬥機，分別用作替換舊款艦載機，及作為維克蘭特號航空母艦 (IAC-I)的新艦載機。然而印軍最後決定採購法制陣風戰鬥機[18]。
- 法國海軍
  - 於1980-90年代，法國海軍曾兩度考慮引進F/A-18C/D，分別用作替換舊款艦載機[19]，及作為戴高樂號航空母艦的新艦載機[20]。然而法軍最後決定採購國產陣風戰鬥機。
- 乌克兰空军
  - 2023年6月，澳洲政府表示正與美國政府商議，將該國已退役的F/A-18A/B轉讓予烏克蘭空軍[12]。烏軍已就該批封存飛機進行評估[21]，並擬於同年12月提出轉讓F/A-18A/B的正式請求[22]。然而，烏克蘭空軍最後決定不採用[23]，並已先後獲歐洲四個國家承諾轉讓F-16AM/BM。

## 事故
- 2011年4月6日，一架美國海軍來自VFA-122戰術演示小隊的F/A-18E/F在嘗試完成一個機動動作時墜毀，導致機上兩名飛行員喪生。
- 2015年10月21日，美海軍陸戰隊在一份新聞稿中表示，該部第三航空聯隊的六架F/A-18“大黃蜂”戰鬥機當天計劃從拉肯希思基地飛往 洛西茅斯基地，其中一架戰機在起飛後墜毀，墜機地點距離拉肯希思基地約6英里（約9.7公里），飛行員遇難，其餘五架戰機已安全抵達洛西茅斯基地。
- 2016年6月2日，美國海軍“藍天使”表演隊一架F/A-18起飛不久後墜毀於田納西洲，飛行員遇難。
- 2016年8月2日，美國海軍一架F/A-18C在內華達州法倫附近墜毀，飛行員安全跳傘逃生。
- 2016年8月29日，瑞士空軍一架F/A-18C在邁林根空軍基地起飛不久後墜毀，飛行員受重傷不治身亡。
- 2016年11月9日，美國海軍兩架F/A-18在加州聖地亞哥附近進行空戰訓練時相撞，一名飛行員跳傘後安全落地，另一名飛行員在海上跳傘被安全救起。
- 2016年11月28日，加拿大空軍一架CF-18在冷湖靶場墜毀，飛行員遇難。
- 2016年12月7日，一架駐日美軍F/A-18戰鬥機在四國高知縣近海墜毀。
- 2017年4月21日，據美國海軍第七艦隊新聞辦公室消息，美國海軍卡爾·文森號航空母艦上的一架F-18超級大黃蜂戰鬥機在東南亞蘇拉威西島附近海域墜毀。
- 2017年10月17日，一架西班牙F/A-18戰機在該國首都馬德里Torrejon軍事基地起飛不久後墜毀。
- 2018年1月24日，澳大利亞皇家空軍一架EA-18G在美國參加紅旗軍演起飛時忽然燃起大火。
- 2018年3月14日，美軍一架F18戰鬥機在國內例行訓練時墜毀，機上兩名飛行員及時跳傘彈射，卻仍在事故中死亡。
- 2018年11月12日，美軍一架F/A-18戰機在沖繩海域訓練時墜毀，事故發生海域為北大東島西南部約300公里的海域。
- 2018年12月5日，一架駐日本山口的美國海軍陸戰隊F/A-18在海上進行加油練習時與KC-130加油機相撞，兩機雙雙墜毀。 一名飛行員彈射後被日本自衛隊搜救到，餘下一名飛行員與五名加油機機組乘員下落不明。[24]
- 2019年7月14日，一位官員向福克斯新聞網透露，一架美國海軍F/A-18F超級大黃蜂戰鬥機當日在佛羅里達州基韋斯特海岸墜毀。
- 2019年7月31日，一架美國海軍F/A-18E超級大黃蜂戰鬥機在加利福尼亞州的死亡谷國家公園墜毀。
- 2023年5月20日，西班牙空军一架F-18战斗机在萨拉戈萨一个空军基地坠毁，飞行员弹射逃生。[25]
- 2024年12月22日，美國海軍提康德羅加級飛彈巡洋艦蓋茨堡號(CG-64)在紅海發射一枚標準二型防空飛彈誤傷一架F/A18戰鬥機，機上兩名飛行員即時跳傘逃生

## 流行文化
- 遊戲
  - 戰地風雲3
  - 皇牌空战7:未知天際
  - 數字戰鬥模擬 DCS world
  - 空戰奇兵:突擊地平綫
  - 微軟模擬飛行
- 動漫
  - 戰區88
  - 飛翔吧！戰機少女
  - 新福音戰士
  - Muv-Luv （劇情中美軍的戰術機以現今戰鬥機編號命名）
  - 飛機總動員
- 電影
  - 衝出封鎖線[26]
  - 天龍特攻隊[27]
  - 變形金剛
  - 超級戰艦[28]
  - 絕地任務
  - 独立日
  - 世界異戰[29]
  - 蝙蝠俠對超人：正義曙光
  - 自殺突擊隊
  - 捍衛戰士：獨行俠
  - 酷斯拉[30]
  - 哥吉拉大戰金剛
  - 哥吉拉與金剛：新帝國
  - 噤界：入侵日[31]
  - Flight Risk[32]
  - 美國隊長：無畏新世界[33]

## 外部連結
- 波音公司防衛航空部門F/A-18（英文）
- F/A-18 Hornet U.S. Navy fact file（页面存档备份，存于） and F/A-18 Hornet Navy history page
- F/A-18 Hornet on GlobalSecurity.org（页面存档备份，存于）
- F/A-18A Hornet page（页面存档备份，存于） and Flying the F/A-18F Super Hornet page on ausairpower.net（页面存档备份，存于）
- List of all USN/USMC Hornets by Lot/Bureau Number (BuNo) and their known disposition（页面存档备份，存于）
- RAAF F/A-18A Hornet fact file（页面存档备份，存于）
- Swiss Air Force F/A-18C Walkaround（页面存档备份，存于）